# عشق و افتخار (فیلم ۲۰۱۳)
عشق و افتخار (انگلیسی: Love and Honor) یک فیلم درام و عاشقانه آمریکایی به کارگردانی دنی مونی با بازی لیام همسورث، آستین استول و ایمی تیگاردن که در سال ۲۰۱۳ منتشر شد. این فیلم که بر اساس داستان واقعی یک سرباز در طول جنگ ویتنام در ان آربر، میشیگان و مناطق اطراف آن اتفاق می‌افتد.
فیلم داستان سربازی را در سال ۱۹۶۹ دنبال می‌کند که پس از دور شدن از دوست دخترش، تصمیم می‌گیرد مخفیانه از جنگ با بهترین دوستش به خانه برگردد تا او را دوباره به دست آورد.

## بازیگران
- لیام همسورث در نقش میکی رایت
- آستین استول در نقش دالتون جوینر
- ایمی تیگاردن در نقش جونیپر / جین
- ترزا پالمر در نقش کندیس
- کریس لوول در نقش پیتر گوس
- مکس ادلر در نقش برنز
- وایت راسل در نقش توفر لینکلن
- دلون رو در نقش آیزاک

## تولید
فیلم از ۱۱ جولای تا ۱۲ اوت ۲۰۱۱ در ان آربر، میشیگان و اطراف آن فیلمبرداری شد. صحنه‌ای نیز در ایپسیلانتی، میشیگان فیلمبرداری شد. حقوق فروش بین‌المللی توسط لیکتینگ اینترتایمنت در ماه می ۲۰۱۲ به دست آمد. و کمپانی قصد داشت این فیلم را برای خریداران بین‌المللی در بازار فیلم کن که در ماه می ۲۰۱۲ برگزار شد به نمایش بگذارد.